# Aquilejský patriarchát
Aquilejský patriarchát (italsky Patriarcato di Aquileia, latinsky Patriarchatus Aquileiensis), vlastním jménem Patria del Friuli (latinsky Patria Fori Iulii nebo Patria Foriiulii, furlansky Patrie dal Friûl) ve 13. století, je někdejší diecéze a církevní stát Svaté říše římské se sídlem v italské Aquileii. V současné době zde má titulární sídlo Arcidiecéze aquilejská římskokatolické církve.

## Dějiny
Město Aquileia bylo od 3. století do 6. července 1751 sídlem aquilejských patriarchů.
V roce 557 se Aquileia stala jedním z center složitého církevního sporu, tzv. "Tří kapitol". Aquilejský patriarcha Paulinus se na nedalekém ostrově Grado definitivně usadili poté, co Aquilej a celou severní Itálii v roce 568 ovládli Langobardi, kteří odmítli uznat tento pro-byzantský patriarchát a vyhlásili vlastní patriarchát, přičemž jeho patriarcha sídlil v hlavním městě, Civitate Forum Iulii (dnešní Cividale del Friuli). Tím vznikly patriarcháty Grado a Aquilej, dva rivalské patriarcháty se stejným jménem. Patriarchové v Gradu, uznávali tři kapitoly podle byzantského vzoru, zatímco pro-papežští patriarchové v Cividale byli proti.
V roce 787 severní Itálii včetně Aquilejí ovládli Frankové pod vedením Karla Velikého. Následovalo období Popponeho a Marquarda, návrat patriarchů z Cividale do Aquileje a oživení města.

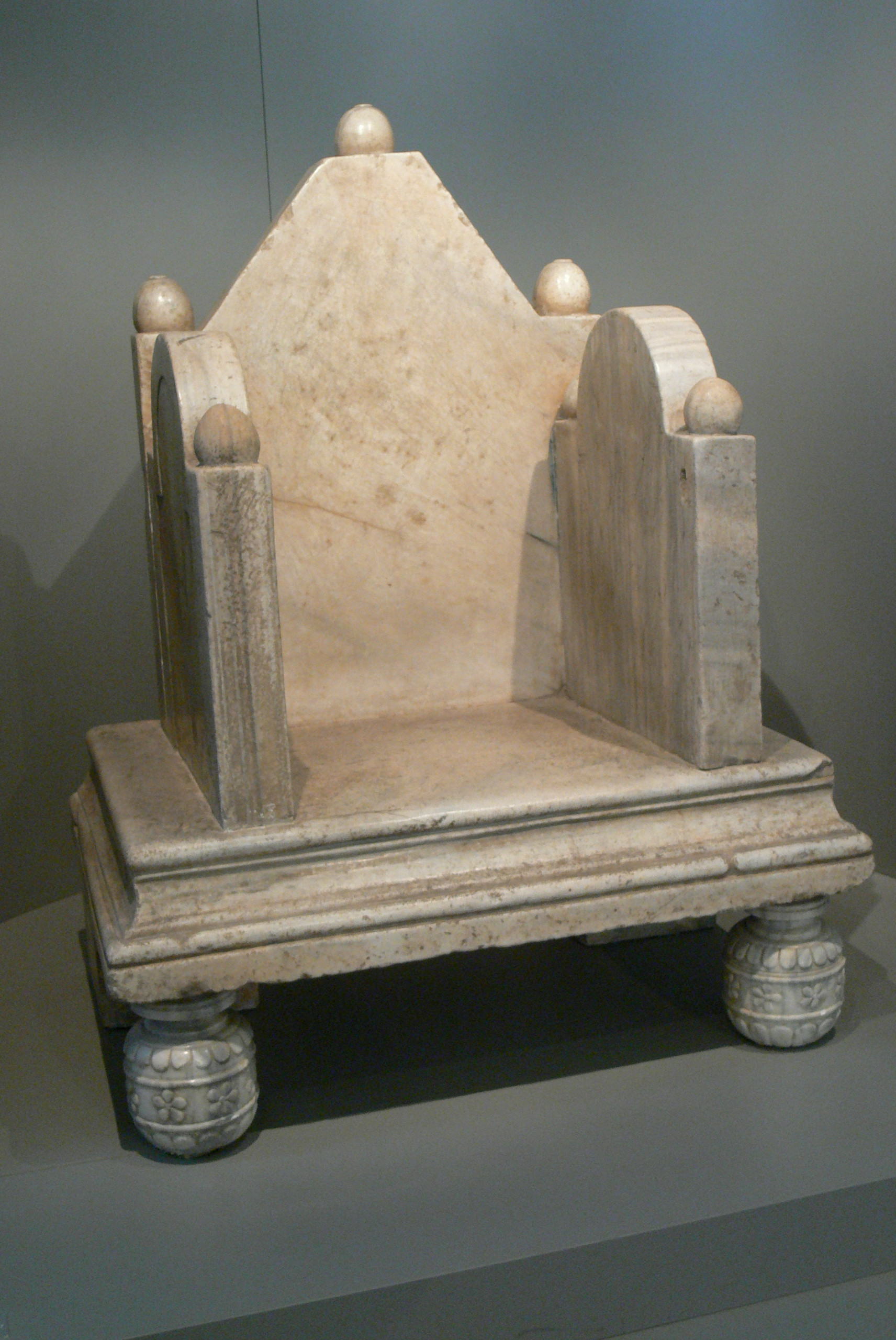
Trůn patriarchů

Aquilejský patriarchát patřil mezi nejdůležitější patriarcháty v Evropě a měl velký vliv, v 9. století vyslal misionáře i na Velkou Moravu a ve 12.-14. století se patriarchy stali také tři čeští biskupové z vládnoucího rodu:
- Svatobor (Fridrich), syn českého knížete Spytihněva II., v úřadu v letech 1084–1085
- Mikuláš Lucemburský, nemanželský syn krále Jana Lucemburského, v úřadu od 22. října 1350 do 29. července 1358, kdey zemřel v Bellunu
- Jan z Moravy, nemanželský syn moravského markraběte Jana Jindřicha Lucemburského, v úřadu od 1387 do 13. října 1394, kdy zemřel v Udine

Aquilejský patriarchát kontroloval území Furlanského kraje a místní románská nobilita, společně s patriarchou řídili chod státu. V 15. století ovládli Friuli Benátčané a sídlo aquilejského patriarchy bylo přeneseno do Benátek, přičemž papež zrušil patriarchát v Gradu, které také patřilo Benátkám.
Patriarchát v Aquileji byl definitivně zrušen v roce 1751, po sporech mezi Benátčany a Rakušany o územní nároky na Friuli. Poté byly vytvořeny dva patriarcháty, jeden se sídlem v Udine druhý v městě Gorizia, které jsou činné dodnes.

## Galerie

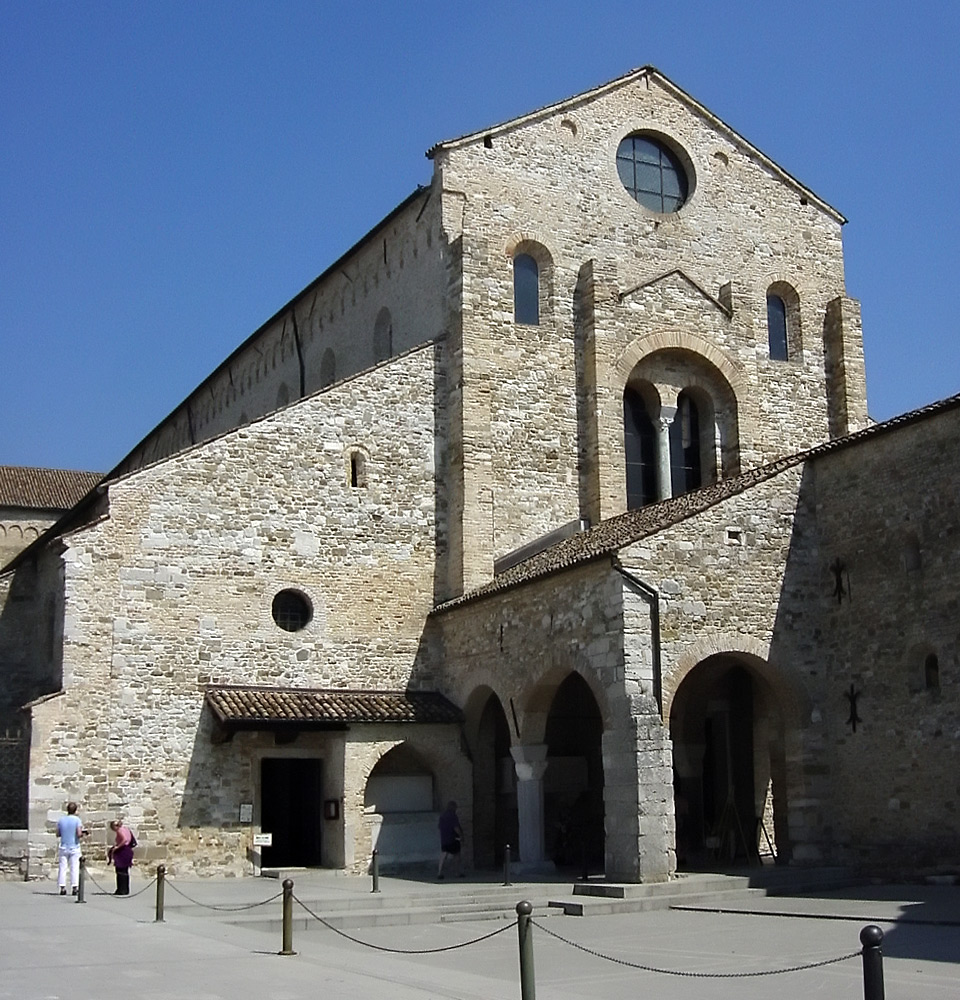
Patriarchální bazilika Nanebevzetí Panny Marie v Aquileii
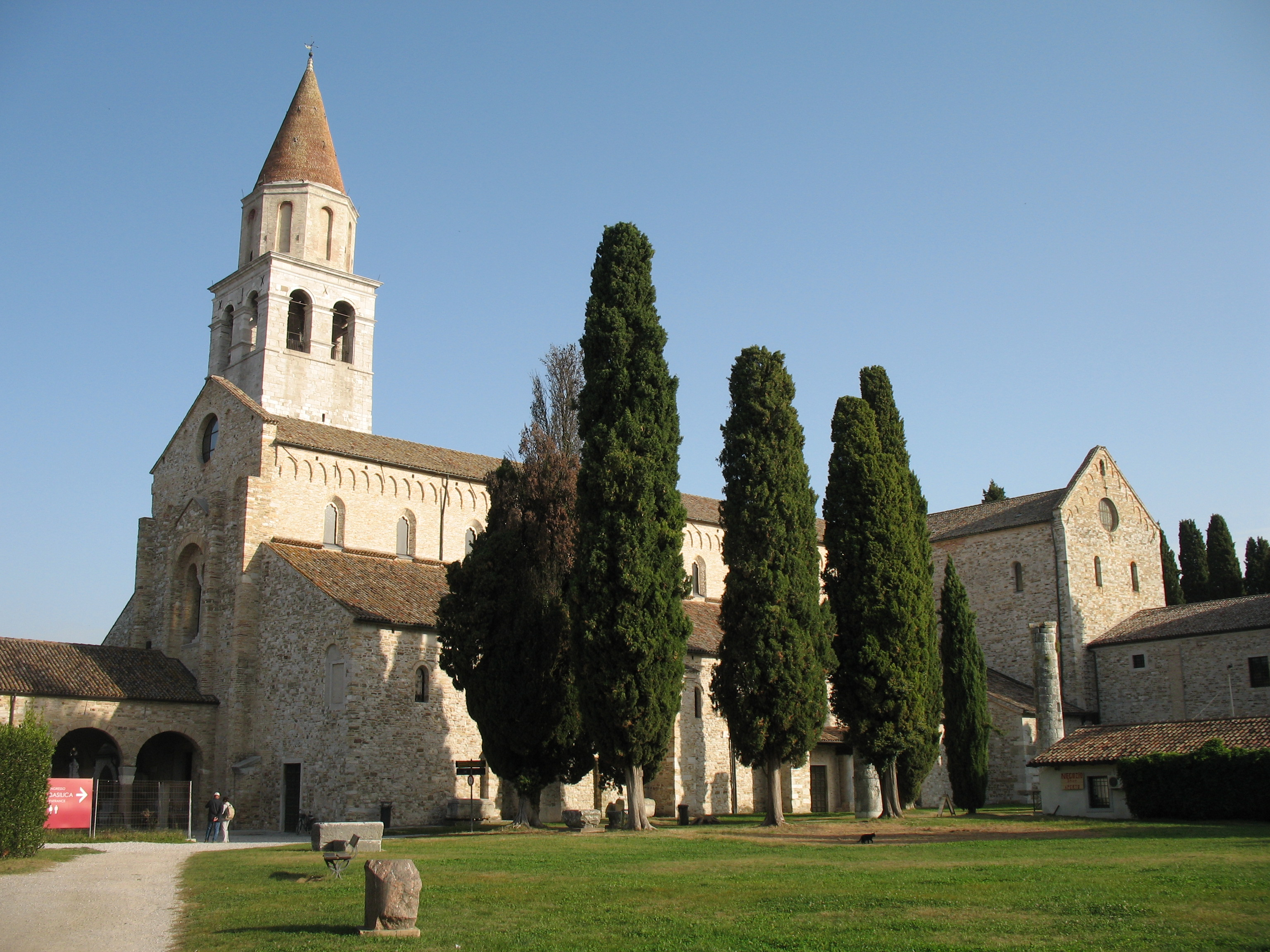
Patriarchální bazilika Nanebevzetí Panny Marie v Aquileii
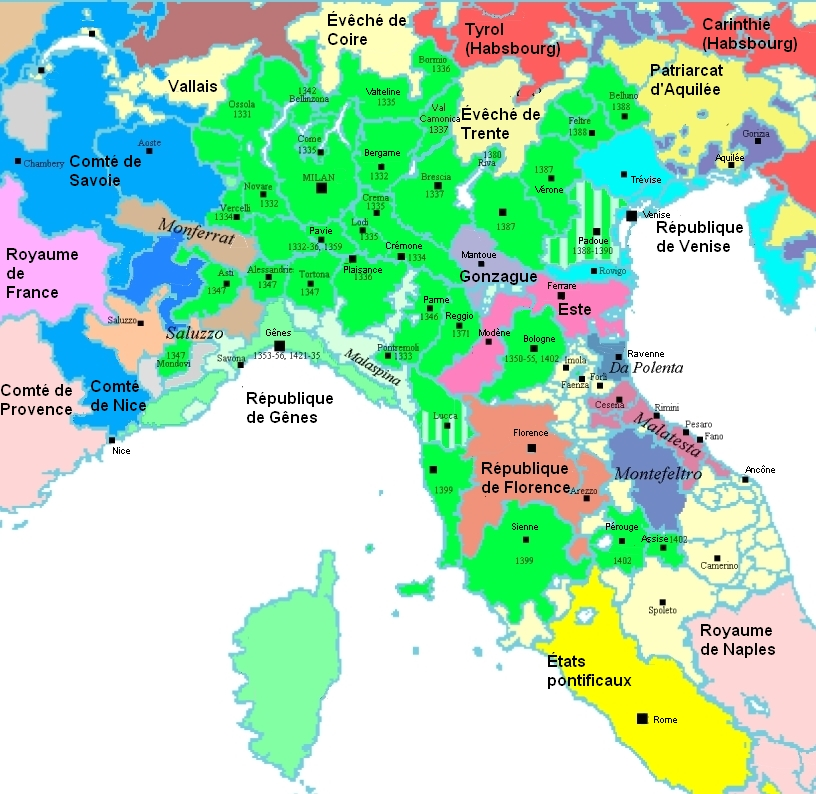
Aquilejský patriarchát na mapě Itálie
Aquila – Orlice ve znaku aquilejského patriarchátu
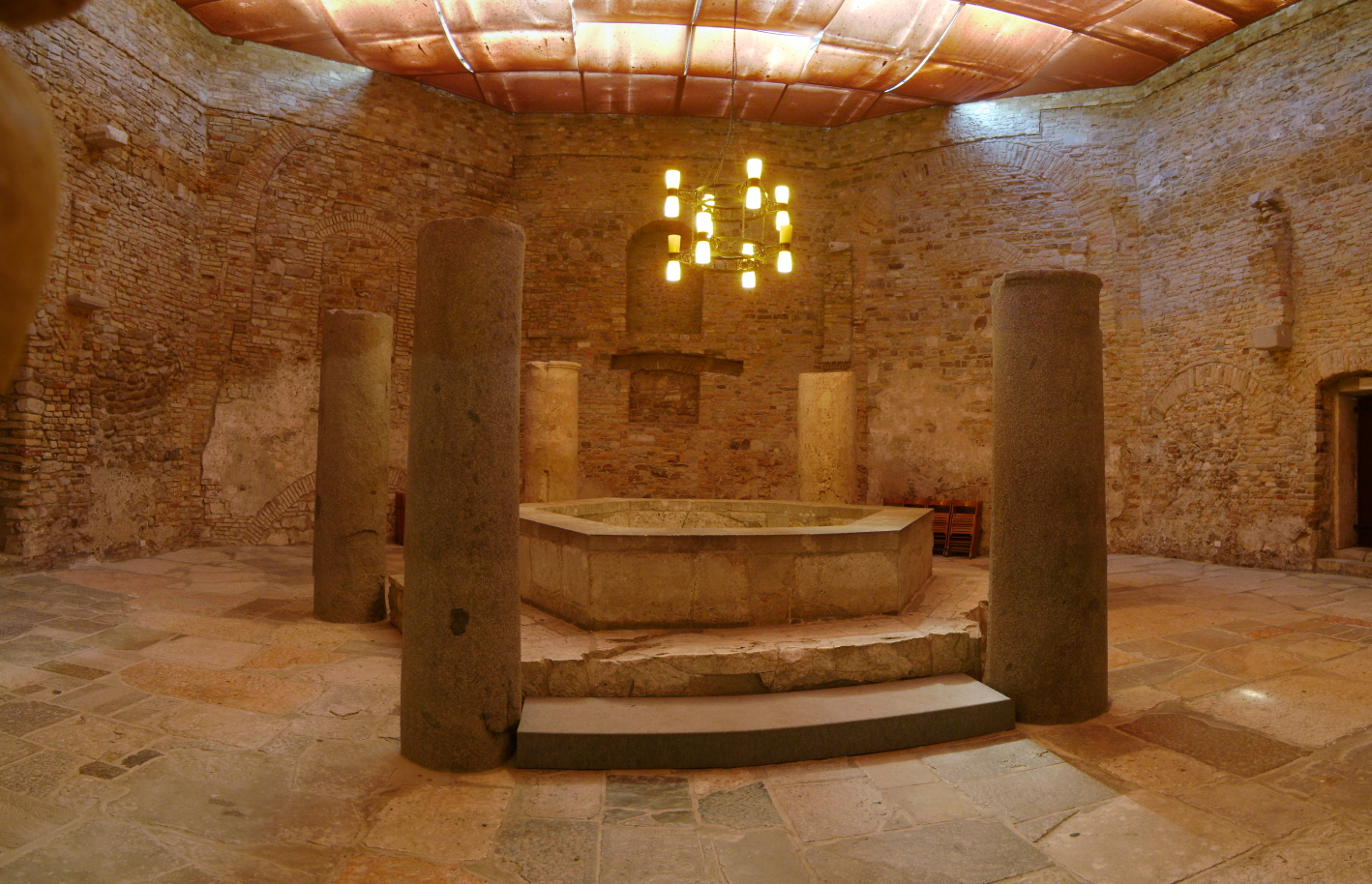
Baptisterium v bazilice Nanebevzetí Panny Marie v Aquileii
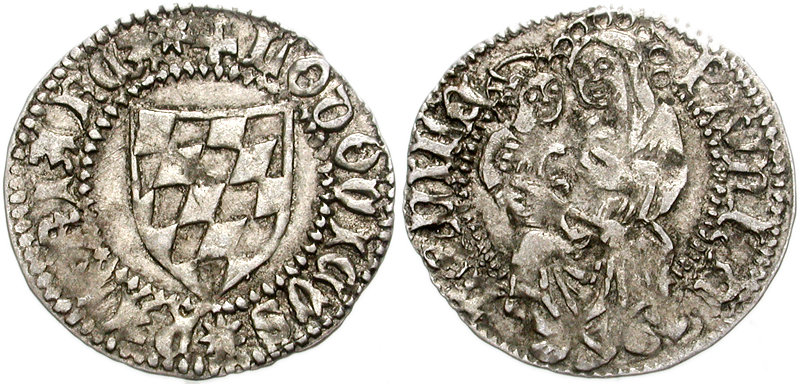
Aquilejské mince soldo